# Alfredo Ferrer
Alfredo Ferrer (Antonio Santos, 16 februari 1962) is een voormalig profvoetballer uit Colombia, die speelde als aanvaller gedurende zijn loopbaan.

## Clubcarrière
Ferrer speelde profvoetbal van 1982 tot 1991, en kwam achtereenvolgens uit voor CA Bucaramanga, Millonarios en Deportes Tolima. Tevens speelde hij voor het Venezolaanse CS Marítimo.

## Interlandcarrière
Ferrer kwam in totaal zes keer (nul doelpunten) uit voor de nationale ploeg van Colombia in de periode 1984-1985. Hij maakte zijn debuut op 26 juli 1984 in de vriendschappelijke thuiswedstrijd tegen Peru (1-1), net als William Knight.
| Interlands van Alfredo Ferrer voor Colombia | Interlands van Alfredo Ferrer voor Colombia | Interlands van Alfredo Ferrer voor Colombia | Interlands van Alfredo Ferrer voor Colombia | Interlands van Alfredo Ferrer voor Colombia | Interlands van Alfredo Ferrer voor Colombia |
| №                                           | Datum                                       | Wedstrijd                                   | Uitslag                                     | Competitie                                  | Goals                                       |
| ------------------------------------------- | ------------------------------------------- | ------------------------------------------- | ------------------------------------------- | ------------------------------------------- | ------------------------------------------- |
| 1                                           | 26 juli 1984                                | Colombia – Peru                             | 1 – 1                                       | Oefeninterland                              |                                             |
| 2                                           | 9 augustus 1984                             | Peru – Colombia                             | 0 – 0                                       | Oefeninterland                              |                                             |
| 3                                           | 24 augustus 1984                            | Colombia – Argentinië                       | 1 – 0                                       | Oefeninterland                              |                                             |
| 4                                           | 1 februari 1985                             | Colombia – Zwitserland                      | 2 – 2                                       | Oefeninterland                              |                                             |
| 5                                           | 10 februari 1985                            | Colombia – Polen                            | 1 – 2                                       | Oefeninterland                              |                                             |
| 6                                           | 21 februari 1985                            | Chili – Colombia                            | 1 – 1                                       | Oefeninterland                              |                                             |